# Muscari aucheri
Muscari aucheri är en sparrisväxtart som först beskrevs av Pierre Edmond Boissier, och fick sitt nu gällande namn av John Gilbert Baker. Muscari aucheri ingår i släktet pärlhyacinter, och familjen sparrisväxter.
Artens utbredningsområde är Turkiet. Inga underarter finns listade i Catalogue of Life.

## Bildgalleri

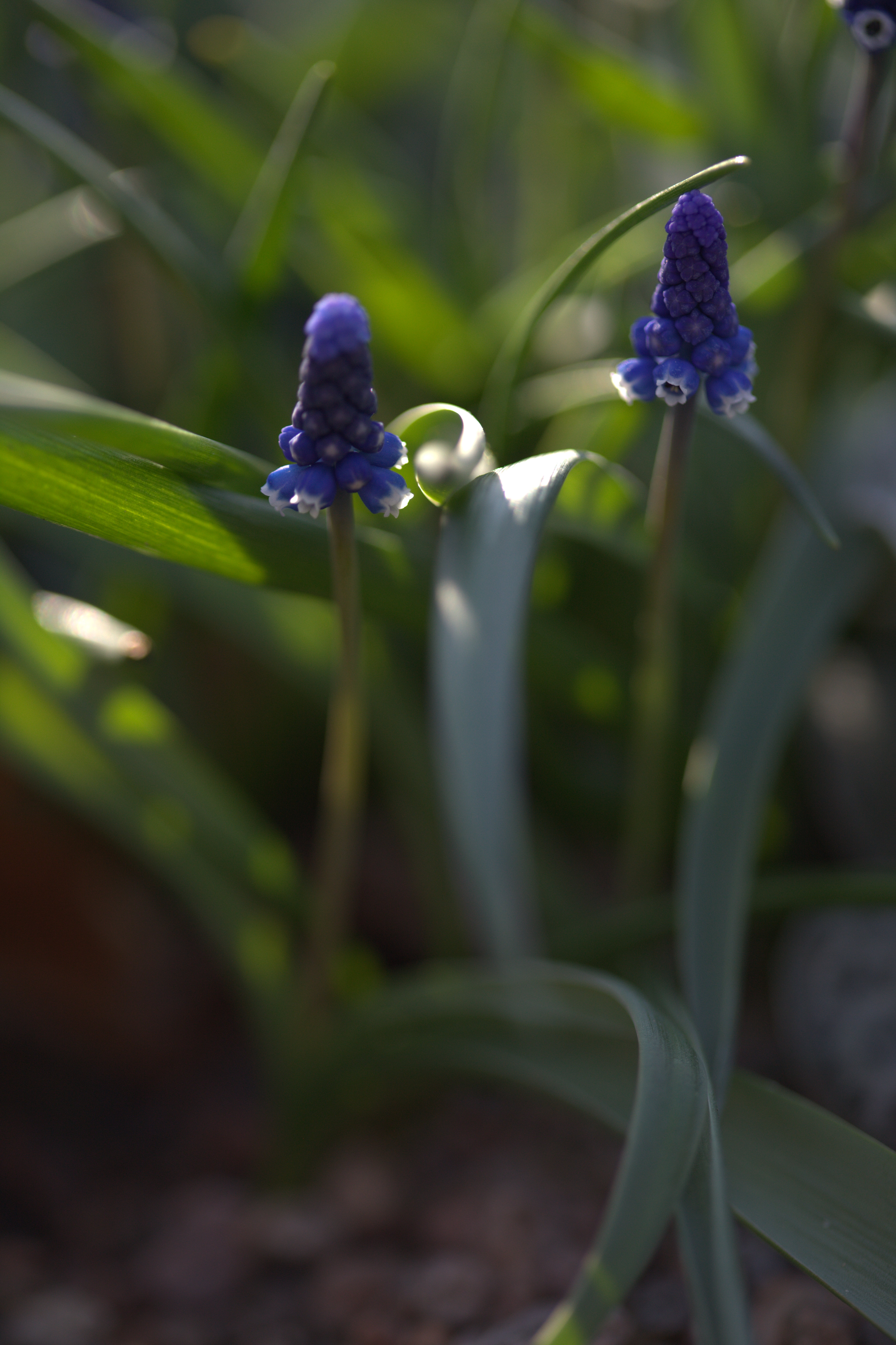
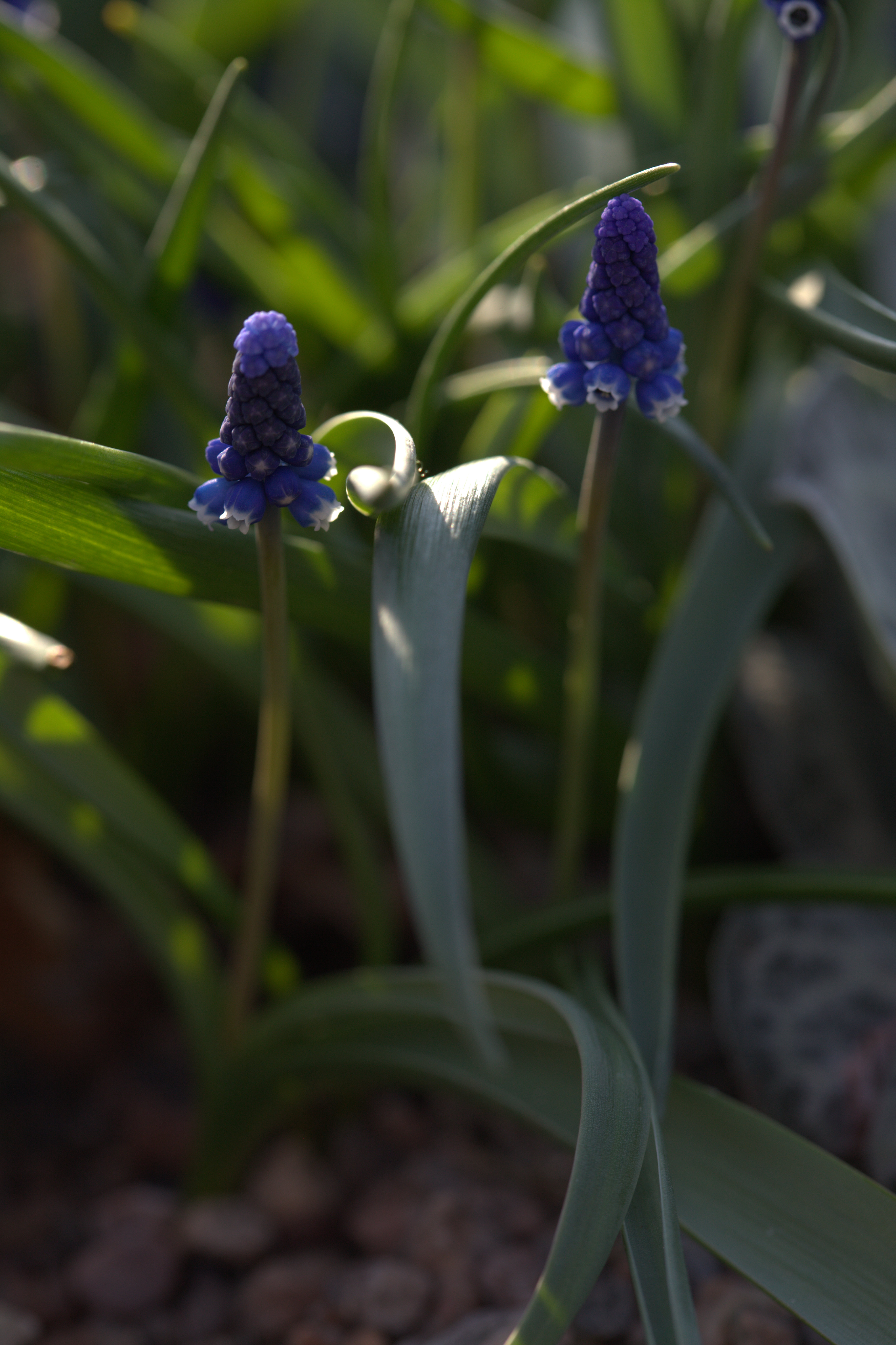
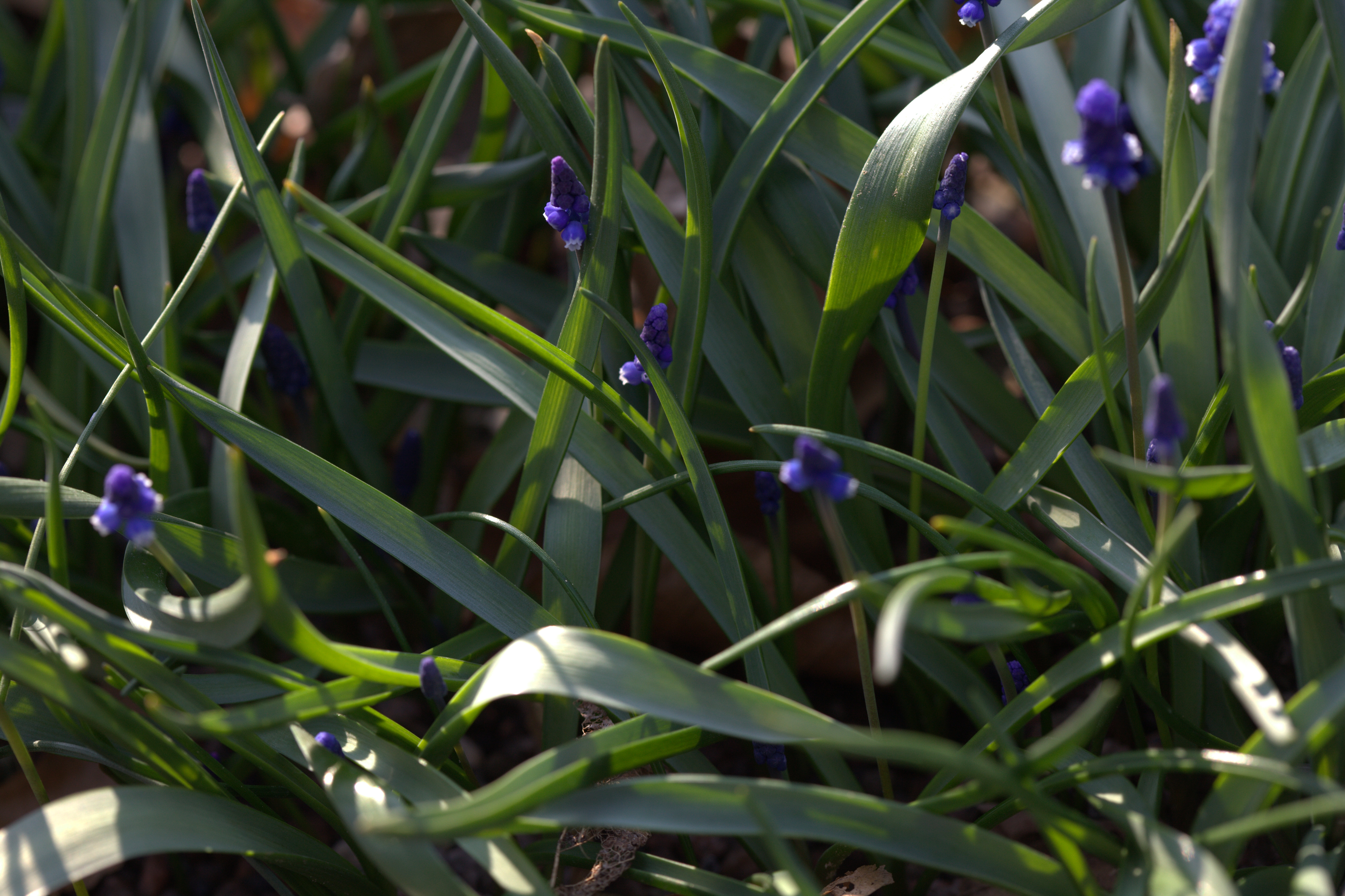